# Candirejo (Pasir Penyu)
Candirejo is een bestuurslaag in het regentschap Indragiri Hulu van de provincie Riau, Indonesië. Candirejo telt 5435 inwoners (volkstelling 2010).